# Eliana Israel
Eliana Israel Jacard egresó de la Facultad de Arquitectura y Urbanismo de la Universidad de Chile el 29 de mayo de 1970, publicando ese mismo año su tesis en conjunto con Sonia Jacard y Sonia Pasternak: "El hombre y la calle: Estudio objetivo y subjetivo de las reacciones humanas y en particular de tres observadores frente a la calle como medio urbano" (1969), en la que expresa "en nuestro trabajo se considerara la "calle" como el espacio donde circulan vehículos y gente, y se intercambian productos, sentimientos e ideas; el espacio en el cual la masa humano se vuelca ya sea por necesidad o por placer, desplazándose o estacionándose en ella(...)" .
Su labor académica inicia en la Universidad de Chile y continua en la Universidad Central, desde el 23 de octubre hasta el 31 de diciembre del año 2007 fue miembro del comité de evaluación en CNA, participando en comité consultivo. 
Asimismo, fue miembro de la Corporación de Desarrollo de Santiago, representante de la Universidad Central; profesora invitada en la Universidad de Mendoza y en la Universidad Alfonso X El Sabio, España.

## Estudios
Eliana Israel, posee una vasta trayectoria académica, gestionando e impartiendo docencia, principalmente en Chile, así como también adquiere experiencias en Argentina, España y Perú. Al finalizar sus estudios en la Facultad de Arquitectura, estudió el primer semestre de 1971 en Bruselas, Bélgica. En 1972 participó en la Comisión de Servicio de la Universidad de Chile; luego, el primer semestre de 1980 en Diseño Urbano de la Universidad de Toronto, Canadá, y por último en la Universidad de la República de Uruguay el año 2013.
Realizó un posgrado y diplomado en docencia en la Universidad Central en 1996 y posteriormente un Doctorado en la Universidad de Sevilla.
Fue Decana de Facultad de Arquitectura, urbanismo y paisaje de la Universidad Central desde el año 2002 al 2009 
"El centro de estudios de patrimonio se crea teniendo como antecedentes tres años de formación de pre-especialización en patrimonio, en la carrera de Arquitectura y la realización de dos versiones de Doctorado en Arquitectura y Patrimonio Cultural-Ambiental, dictado en conjunto con la Universidad de Sevilla". Eliana Israel Jacard, Decana Facultad de Arquitectura, urbanismo y paisaje.
Los cursos que impartió son el Espacio y Percepción. Desarrolló el Seminario “Acreditación, una propuesta de calidad” Consejo Superior de Educación en abril de 2001 y "Patrimonio natural: puesta en valor para el turismo", 31 de mayo de 2011.

## Premios
Recibió el premio Sergio Larraín García Moreno en el año 2007, en la celebración del 65º aniversario del Día del Arquitecto. (enlace roto disponible en Internet Archive; véase el historial, la primera versión y la última).